# Scotoniscus baccettii
Scotoniscus baccettii is een pissebed uit de familie Trichoniscidae. De wetenschappelijke naam van de soort is voor het eerst geldig gepubliceerd in 1989 door Manicastri & Roberto Argano.